# سیارک ۲۸۳۹۶
سیارک ۲۸۳۹۶ (به انگلیسی: 28396 Eymann، نامگذاری:1999RY44) بیست و هشت هزار و سیصد و نود و ششمین سیارک کشف شده‌است که در ۱۳ سپتامبر ۱۹۹۹ کشف شد.